# Каур, Нимрат
Нимрат Каур (англ. Nimrat Kaur, род. 13 марта 1982) — индийская актриса

.

## Биография
Каур родилась в Пилани, штат Раджастхан. Её отец служил в Индийской армии, и в 1994 году был захвачен и убит кашмирскими террористами. Семья Каур переехала в пригород Дели, где она позднее окончила колледж при Делийском университете. После этого она переехала в Мумбай, где начала работать моделью, а также играть в театральных постановках.
Её первой работой в кино стала небольшая роль в фильме «Одна ночь с королём» 2006 года, снятом в Раджастхан, а в 2012 году она снялась в фильме «Наркодилеры», премьера которого состоялась на Каннском фестивале. В 2013 году также на Каннском фестивале был показан фильм «Ланчбокс», где она сыграла одну из главных ролей вместе с Ирфаном Ханом.
Она сыграла второстепенную роль главы пакистанской разведывательной службы в четвёртом и восьмом сезонах сериала «Родина».

## Фильмография
| Год  |   | Русское название               | Оригинальное название        | Роль           |
| ---- | - | ------------------------------ | ---------------------------- | -------------- |
| 2006 | ф | Одна ночь с королём            | One Night with the King      |                |
| 2012 | ф | Наркодилеры                    | Peddlers                     |                |
| 2012 | ф | Кхурана и его фирменный рецепт | Luv Shuv Tey Chicken Khurana |                |
| 2013 | ф | Ланчбокс                       | The Lunchbox                 | Ила            |
| 2014 | с | Родина                         | Homeland                     | Тасним Курейши |
| 2016 | с | Сосны                          | Wayward Pines                | Ребекка Йедлин |
| 2016 | ф | Воздушная перевозка            | Airlift                      | Амрита Катйал  |